# Nowa Wieś (powiat legionowski)
Nowa Wieś – wieś sołecka w Polsce położona w województwie mazowieckim, w powiecie legionowskim, w gminie Serock.
Mieszkańcy wyznania rzymskokatolickiego należą do parafii Narodzenia NMP w Popowie Kościelnym.
W latach 1975–1998 miejscowość należała administracyjnie do województwa warszawskiego.